# 897 هـ
897 هـ هي سنة في التقويم الهجري امتدت مقابلةً في التقويم الميلادي بين سنتي 1491 و1492.

## أحداث
- 21 محرم - سلم أبو عبدالله الصغير غرناطة بعد صلح عقده مع فرناندو يقتضي بتسليم غرناطة وخروج أبو عبدالله الصغير من الأندلس.
- نهاية حرب غرناطة في 1492 والتي بدأت في 1482.
- سقوط غرناطة على يدي الملوك الكاثوليك، منهية بذلك فترة الحكم الإسلامي بشبه الجزيرة الإيبيرية والتي دامت ما يقارب الثمانية قرون.

## مواليد
- مصلح الدين السروري

## وفيات
- موسى بن أبي الغسان